# Cupa Cupelor 1979-1980
Sezonul 1979-1980 al Cupei Cupelor a fost câștigat de Valencia CF, care a învins-o în finală pe Arsenal FC.

## Runda preliminară
| Echipa 1   | General | Echipa 1        | Tur   | Retur |
| ---------- | ------- | --------------- | ----- | ----- |
| Rangers FC | 3 - 0   | Lillestrøm S.K. | 1 - 0 | 2 - 0 |
| B1903      | 7 - 0   | APOEL FC        | 6 - 0 | 1 - 0 |

## Prima rundă
| Echipa 1            | General | Echipa 1               | Tur   | Retur       |
| ------------------- | ------- | ---------------------- | ----- | ----------- |
| FC Dinamo Moscova   | w/o     | KS Vllaznia Shkodër    | -     | -           |
| Sliema Wanderers    | 2 - 9   | Boavista FC            | 2 - 1 | 0 - 8       |
| Cliftonville FC     | 0 - 8   | FC Nantes              | 0 - 1 | 0 - 7       |
| BSC Young Boys      | 2 - 8   | FC Steaua București    | 2 - 2 | 0 - 6       |
| Reipas Lahti        | 0 - 2   | FC Aris Bonnevoie      | 0 - 1 | 0 - 1       |
| ÍA                  | 0 - 6   | Barcelona FC           | 0 - 1 | 0 - 5       |
| B1903               | 2 - 6   | Valencia CF            | 2 - 2 | 0 - 4       |
| Rangers FC          | 2 - 1   | Fortuna Düsseldorf     | 2 - 1 | 0 - 0       |
| Arsenal FC          | 2 - 0   | Fenerbahçe SK          | 2 - 0 | 0 - 0       |
| Wrexham AFC         | 5 - 7   | 1. FC Magdeburg        | 3 - 2 | 2 - 5 (aet) |
| Panionios NFC       | 5 - 3   | FC Twente              | 4 - 0 | 1 - 3       |
| IFK Göteborg        | 2 - 1   | Waterford FC           | 1 - 0 | 1 - 1       |
| FC Wacker Innsbruck | 1 - 3   | Lokomotiva Košice      | 1 - 2 | 0 - 1       |
| Beerschot VAC       | 1 - 2   | NK Rijeka              | 0 - 0 | 1 - 2       |
| Arka Gdynia         | 3 - 4   | PFC Beroe Stara Zagora | 3 - 2 | 0 - 2       |
| Juventus FC         | 3 - 2   | Győri ETO FC           | 2 - 0 | 1 - 2       |

### Prima manșă
| Juventus FC                           | 2 – 0 | Győri ETO FC |
| ------------------------------------- | ----- | ------------ |
| Pozsgai 64' (o.g.) Cabrini 73' (pen.) |       |              |

### A doua manșă
| Győri ETO FC                | 2 – 1 | Juventus FC |
| --------------------------- | ----- | ----------- |
| Furino 4' (o.g.) Póczik 23' |       | Causio 52'  |

Juventus FC s-a calificat cu scorul general de 3–2.

## A doua rundă
| Echipa 1               | General  | Echipa 1            | Tur   | Retur      |
| ---------------------- | -------- | ------------------- | ----- | ---------- |
| FC Dinamo Moscova      | 1(d) - 1 | Boavista FC         | 0 - 0 | 1 - 1      |
| FC Nantes              | 5 - 3    | FC Steaua București | 3 - 2 | 2 - 1      |
| FC Aris Bonnevoie      | 2 - 11   | Barcelona FC        | 1 - 4 | 1 - 7      |
| Valencia CF            | 4 - 2    | Rangers FC          | 1 - 1 | 3 - 1      |
| Arsenal FC             | 4 - 3    | 1. FC Magdeburg     | 2 - 1 | 2 - 2      |
| Panionios NFC          | 1 - 2    | IFK Göteborg        | 1 - 0 | 0 - 2      |
| Lokomotiva Košice      | 2 - 3    | NK Rijeka           | 2 - 0 | 0 - 3      |
| PFC Beroe Stara Zagora | 1 - 3    | Juventus FC         | 1 - 0 | 0 - 3(aet) |

### Prima manșă
| PFC Beroe Stara Zagora | 1 – 0 | Juventus FC |
| ---------------------- | ----- | ----------- |
| Stoyanov 80' (pen.)    |       |             |

### A doua manșă
| Juventus FC                      | 3 – 0 (a.e.t) | PFC Beroe Stara Zagora |
| -------------------------------- | ------------- | ---------------------- |
| Scirea 8' Causio 104' Verza 111' |               |                        |

Juventus FC s-a calificat cu scorul general de 3–1.

## Sferturi
| Echipa 1          | General | Echipa 1     | Tur   | Retur |
| ----------------- | ------- | ------------ | ----- | ----- |
| FC Dinamo Moscova | 3 - 4   | FC Nantes    | 0 - 2 | 3 - 2 |
| Barcelona FC      | 3 - 5   | Valencia CF  | 0 - 1 | 3 - 4 |
| Arsenal FC        | 5 - 1   | IFK Göteborg | 5 - 1 | 0 - 0 |
| NK Rijeka         | 0 - 2   | Juventus FC  | 0 - 0 | 0 - 2 |

### Prima manșă
| NK Rijeka | 0 – 0 | Juventus FC |
| --------- | ----- | ----------- |
|           |       |             |

### A doua manșă
| Juventus FC           | 2 – 0 | NK Rijeka |
| --------------------- | ----- | --------- |
| Causio 5' Bettega 72' |       |           |

Juventus FC s-a calificat cu scorul general de 2–0.

## Semifinale
| Echipa 1   | General | Echipa 1    | Tur   | Retur |
| ---------- | ------- | ----------- | ----- | ----- |
| FC Nantes  | 2 - 5   | Valencia CF | 2 - 1 | 0 - 4 |
| Arsenal FC | 2 - 1   | Juventus FC | 1 - 1 | 1 - 0 |

### Prima manșă
| Arsenal FC         | 1 – 1 | Juventus FC  |
| ------------------ | ----- | ------------ |
| Bettega 84' (o.g.) |       | Tardelli 33' |

### A doua manșă
| Juventus FC | 0 – 1 | Arsenal FC  |
| ----------- | ----- | ----------- |
|             |       | Vaessen 88' |

Arsenal FC s-a calificat cu scorul general de 2–1.

## Finala
| Echipa 1    | Rez.     | Echipa 1   |
| ----------- | -------- | ---------- |
| Valencia CF | (p)0 - 0 | Arsenal FC |